# Бург (Шпревалд)
Бург или Боркове (њем. Burg, длсрп. Borkowy) општина је у њемачкој савезној држави Бранденбург. Једно је од 30 општинских средишта округа Шпре-Најсе. Према процјени из 2010. у општини је живјело 4.469 становника. Посједује регионалну шифру (AGS) 12071032.

## Географски и демографски подаци
Бург или Боркове се налази у савезној држави Бранденбург у округу Шпре-Најсе. Општина се налази на надморској висини од 53-57 метара. Површина општине износи 35,2 km². У самом мјесту је, према процјени из 2010. године, живјело 4.469 становника. Просјечна густина становништва износи 127 становника/km².